# Caspiohydrobia grimmi
Caspiohydrobia grimmi е вид охлюв от семейство Hydrobiidae.

## Разпространение и местообитание
Видът е разпространен в Иран, Казахстан и Узбекистан.
Обитава сладководни басейни и морета.